# KkStB 41 sorozatú szerkocsi
A kkStB 41 sorozatú szerkocsi egy szerkocsitípus volt a cs. kir. Államvasutaknál (kkStB), melyek eredetileg a Böhmischen Westbahn-tól (BWB) származtak.
A BWB ezeket a szerkocsikat 1881-ben (3 db) és 1888-ban (2 db) a V sorozatú  (később kkStB 176 sorozat) mozdonyaihoz rendelte. A szerkocsikat a Ringhoffer Prága-Smichovban készítette.
A BVB 1894-es államosítása után a kkStB a 41 sorozatba osztotta be. Az első világháború után a szerkocsik a 176 sorozatú mozdonyokkal együtt a Csehszlovák Államvasutakhoz kerültek.

## Fordítás
- Ez a szócikk részben vagy egészben  a   kkStB Tenderreihe 41 című német Wikipédia-szócikk fordításán alapul.  Az eredeti cikk szerkesztőit annak laptörténete sorolja fel. Ez a jelzés csupán a megfogalmazás eredetét és a szerzői jogokat jelzi, nem szolgál a cikkben szereplő információk forrásmegjelöléseként. Az eredeti szócikk forrásai szintén ott találhatóak.